# Euchoplopsyllus glacialis
Euchoplopsyllus glacialis är en loppart som först beskrevs av Taschenberg 1880.  Euchoplopsyllus glacialis ingår i släktet Euchoplopsyllus och familjen husloppor.

## Underarter
Arten delas in i följande underarter:
- E. g. glacialis
- E. g. affinis
- E. g. exoticus
- E. g. foxi
- E. g. lynx
- E. g. profugus